# Vienne-la-Ville
 Vienne-la-Ville  es una comuna y población de Francia, en la región de Champaña-Ardenas, departamento de Marne, en el distrito de Sainte-Menehould y cantón de Ville-sur-Tourbe.
Su población en el censo de 1999 era de 176 habitantes.
Está integrada en la  Communauté de communes du Canton de Ville-sur-Tourbe .